# 지쿠호 본선

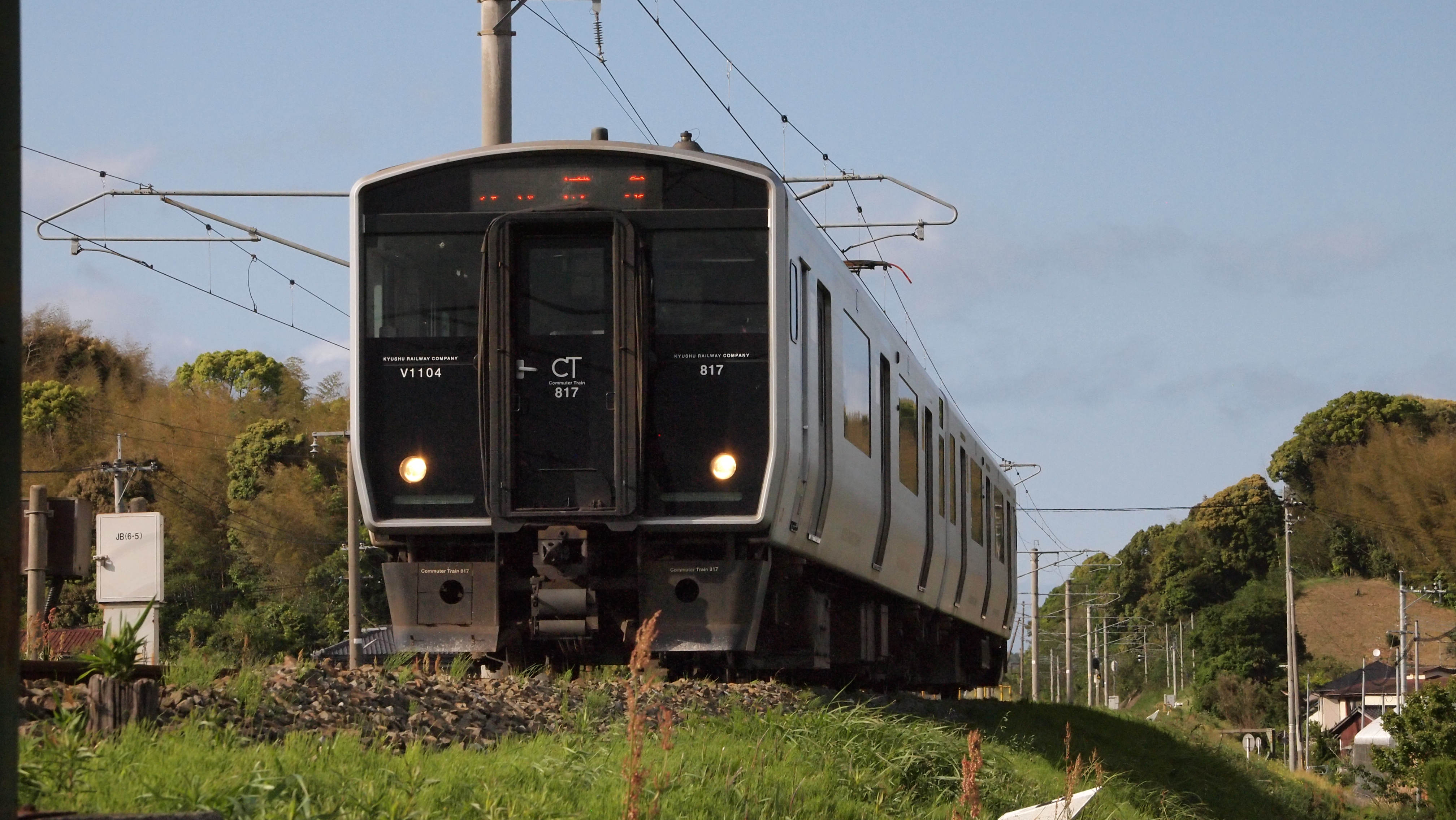

지쿠호 본선(일본어: 筑豊本線)은 일본 후쿠오카현 후쿠오카시 와카마쓰구의 와카마쓰역부터 후쿠오카 현 지쿠시노시의 하루다역에 이르는 규슈 여객철도의 철도 노선(지방 교통선)이다.
구로사키역부터 하카타역까지는 후쿠호쿠 유타카 선, 와카마쓰 역부터 오리오 역까지는 와카마쓰 선, 게이센 역부터 하루다 역까지는 하루다 선의 명칭이 붙여져 있다.

## 역 목록
- 모든 역이 후쿠오카현에 소재한다.

| 전선화 / 비전선화 | 노선명                  | 역 이름        | 일본어 이름 | 역간 거리 | 누적 거리 | 접속 노선                    | 소재지     | 소재지       |
| ----------------- | ----------------------- | -------------- | ----------- | --------- | --------- | ---------------------------- | ---------- | ------------ |
| 비 전 선 화       | 와 카 마 쓰 선          | 와카마쓰       | 若松        | -         | 0.0       |                              | 기타큐슈시 | 와카마쓰구   |
| 비 전 선 화       | 와 카 마 쓰 선          | 후지노키       | 藤ノ木      | 2.9       | 2.9       |                              | 기타큐슈시 | 와카마쓰구   |
| 비 전 선 화       | 와 카 마 쓰 선          | 오쿠도카이     | 奥洞海      | 1.7       | 4.6       |                              | 기타큐슈시 | 와카마쓰구   |
| 비 전 선 화       | 와 카 마 쓰 선          | 후타지마       | 二島        | 1.7       | 6.3       |                              | 기타큐슈시 | 와카마쓰구   |
| 비 전 선 화       | 와 카 마 쓰 선          | 혼조           | 本城        | 3.0       | 9.3       |                              | 기타큐슈시 | 야하타니시구 |
| 비 전 선 화       | 와 카 마 쓰 선          | 오리오         | 折尾        | 1.5       | 10.8      | 규슈 여객철도 가고시마 본선  | 기타큐슈시 | 야하타니시구 |
| 교 류 전 화       | 후 쿠 호 쿠 유 타 카 선 | 히가시미즈마키 | 東水巻      | 2.7       | 13.5      |                              | 온가군     | 미즈마키정   |
| 교 류 전 화       | 후 쿠 호 쿠 유 타 카 선 | 나카마         | 中間        | 1.4       | 14.9      |                              | 나카마시   | 나카마시     |
| 교 류 전 화       | 후 쿠 호 쿠 유 타 카 선 | 지쿠젠하부     | 筑前垣生    | 1.5       | 16.4      |                              | 나카마시   | 나카마시     |
| 교 류 전 화       | 후 쿠 호 쿠 유 타 카 선 | 구라테         | 鞍手        | 2.3       | 19.2      |                              | 구라테군   | 구라테정     |
| 교 류 전 화       | 후 쿠 호 쿠 유 타 카 선 | 지쿠젠우에키   | 筑前植木    | 2.5       | 21.1      |                              | 노가타시   | 노가타시     |
| 교 류 전 화       | 후 쿠 호 쿠 유 타 카 선 | 신뉴           | 新入        | 1.6       | 22.7      |                              | 노가타시   | 노가타시     |
| 교 류 전 화       | 후 쿠 호 쿠 유 타 카 선 | 노가타         | 直方        | 2.0       | 24.8      | 헤이세이 치쿠호 철도 이타 선 | 노가타시   | 노가타시     |
| 교 류 전 화       | 후 쿠 호 쿠 유 타 카 선 | 가쓰노         | 勝野        | 2.7       | 27.5      |                              | 구라테 군  | 고타케정     |
| 교 류 전 화       | 후 쿠 호 쿠 유 타 카 선 | 고타케         | 小竹        | 3.8       | 31.3      |                              | 구라테 군  | 고타케정     |
| 교 류 전 화       | 후 쿠 호 쿠 유 타 카 선 | 나마즈타       | 鯰田        | 3.4       | 34.7      |                              | 이즈카시   | 이즈카시     |
| 교 류 전 화       | 후 쿠 호 쿠 유 타 카 선 | 우라타         | 浦田        | 1.5       | 36.2      |                              | 이즈카시   | 이즈카시     |
| 교 류 전 화       | 후 쿠 호 쿠 유 타 카 선 | 신이즈카       | 新飯塚      | 1.4       | 37.6      | 규슈 여객철도 고토지 선      | 이즈카시   | 이즈카시     |
| 교 류 전 화       | 후 쿠 호 쿠 유 타 카 선 | 이즈카         | 飯塚        | 1.8       | 39.4      |                              | 이즈카시   | 이즈카시     |
| 교 류 전 화       | 후 쿠 호 쿠 유 타 카 선 | 덴토           | 天道        | 2.9       | 42.3      |                              | 이즈카시   | 이즈카시     |
| 교 류 전 화       | 후 쿠 호 쿠 유 타 카 선 | 게이센         | 桂川        | 3.0       | 45.3      | 규슈 여객철도 사사구리 선    | 가호군     | 게이센정     |
| 비 전 선 화       | 하 루 다 선             | 가미호나미     | 上穂波      | 2.8       | 48.1      |                              | 이즈카 시  | 이즈카 시    |
| 비 전 선 화       | 하 루 다 선             | 지쿠젠우치노   | 筑前内野    | 3.1       | 51.2      |                              | 이즈카 시  | 이즈카 시    |
| 비 전 선 화       | 하 루 다 선             | 지쿠젠야마에   | 筑前山家    | 10.2      | 61.4      |                              | 지쿠시노시 | 지쿠시노시   |
| 비 전 선 화       | 하 루 다 선             | 하루다         | 原田        | 4.7       | 66.1      | 규슈 여객철도 가고시마 본선  | 지쿠시노시 | 지쿠시노시   |